# أندي مردوخ (لاعب كرة قدم)
أندي مردوخ (بالإنجليزية: Andy Murdoch)‏ هو لاعب كرة قدم بريطاني في مركز حراسة المرمى، ولد في 20 يوليو 1968 في غرينوك في المملكة المتحدة. لعب مع نادي بارتيك ثيسل ونادي سلتيك وهاميلتون أكاديميكال.